# کوشک سار
کوشک سار، روستایی از توابع بخش سیمکان شهرستان جهرم در استان فارس ایران است.

## جمعیت
این روستا در دهستان پل به پایین قرار دارد و بر اساس سرشماری مرکز آمار ایران در سال ۱۳۹۵، جمعیت آن ۶۴۲ نفر (۱۸۶ خانوار) بوده‌است.